# آمی یاماتو
آمی یاماتو (انگلیسی: Ami Yamato؛ زادهٔ ۲۶ اکتبر ۱۹۸۵) پویانما، یوتیوبر، تهیه‌کننده تلویزیونی، و یوتیوبر مجازی اهل Japanese است. وی از سال ۲۰۱۱ میلادی تاکنون مشغول فعالیت بوده‌است.